# Rubis (empresa)
Rubis é uma empresa internacional com sede na França, especializada na armazenagem, distribuição e comercialização de petróleo, gás liquefeito de petróleo (GLP), alimentos e produtos químicos. Rubis é líder de mercado na França, Suíça, Bermudas, Jamaica, Madagascar, Marrocos, Índias Ocidentais Francesas, Guiana, Senegal, Ilhas do Canal e Quênia. Os negócios da empresa são conduzidos por uma série de subsidiárias, incluindo Coparef, Rubis Terminal, Vitogaz, Kelsey Gas Ltd, Lasfargaz, La Collette Terminal, entre outras.